# Венера 16
Венера 16 е автоматичен космически апарат, изстрелян от СССР на 7 юни 1983 г. в 02:32 стандартно време с цел изследване на повърхността на Венера от орбита посредством радар със синтетична апертура. Като конструкция апаратът е подобен на предишните от поредицата Венера.

## Описание на мисията
Венера 16 влиза в орбита около Венера на 14 октомври 1983 г., като орбиталната равнина е под наклон от 4° спрямо тази на Венера 15. По този начин е възможно повторно изследване на дадено място от повърхността на планетата от двата апарата. Орбитата е с инклинация от приблизително 90° и с орбитален период от приблизително 24 часа. Периапсидата е с височина от ~1000 km, на 62° с. ш., а апоапсидата е на височина от ~65 000 km.
През юни 1984 г. Венера се намира в горно съединение и това прави невъзможно изпращането на комдани или получаването на данни от наземния контрол. Поради тази причина, орбитата на Венера 16 е коригирана на 20° с цел повторно изследване на областите за които данните са пропуснати поради горното съединение. В продължение на 8 месеца Венера 15 и 16 успяват да изследват релефа на около 25% от повърхността на Венера – от северния ѝ полюс до около 30° с. ш.

## Строеж
Венера 16 е идентичен спрямо Венера 15 и като цяло са сходни с орбиталните модули на Венера 9 и Венера 14. Общата маса на апарата е 4000 kg. Апаратът се състои от цилиндър с приблизителни размери от 5 m дължина и 0,6 m диаметър. Към цилиндъра е монтирана параболична антена с диаметър от 1,4 m която бива използвана от радара със синтетична апертура. Налични са още една параболична антена с диаметър от 1 m използвана от радиоалтиметъра и една 2,6 m комуникационна антена.
Електрическата ос на радиоалтиметъра съвпада с геометричната ос на апарата, докато електрическата ос на радара със синтетична апертура е под наклон от 10 градуса. При изследване на повърхността алтиметърът е насочен към Центъра на планетата (под 90 градуса спрямо повърхността), докато радара със синтетична апертура е под 80 градуса спрямо повърхността. Апарата също включва резервоари с гориво и ракетни двигатели. Монтирани встрани от главния цилиндър са два слънчеви панела.